# Јеленци
Јеленци (лат. Lucanidae) су породица инсеката која припада тврдокрилцима.

## Имаго
Ово су крупни инсекти, често већи и од пола дециметра. Тело је снажно, са глатким и сјајним омотачем. Глава је крупна са добро развијеним сложеним очима. Усни апарат је моћно развијен и прилагођен је грицкању хране. Изражен је полни диморфизам. Мужјаци имају уочљиве горње вилице које су крупне и назубљене. Личе на рогове јелена, по чему је читава породица добила назив. Женке немају такве вилице и ситније су. Пипци су коленасто преломљени и једанаесточлани. Вршни пипци имају бочне израштаје који образују тзв. „вршни чешаљ“. Од три грудна сегмента, само је први слободан, односно није срастао са друга два. Ноге су снажне. Имају и покрилца и задња крила. Трбух је широк, али кратак. Уочљиво је пет стернита. Већина врста насељава приземне спратове шума, а има их и на песковитим теренима, поред путева итд.

## Ларва
Ларва је скарабеидна, што значи да је пигидијални део трбуха проширен. Тело јој је снажно и повијено. Олигоподна је. Живе у влажном, угинулом дрвећу које се распада.